# 2CB-Ind
2CB-Ind，化学名1-氨甲基-5-溴-4,7-二甲氧基茚满，是一种含氮有机溴化合物，化学式C
12H
16BrNO
2，为2C类迷幻药物2C-B的结构类似物，由亚历山大·舒尔金在1974年首次描述。